# Alexander Alexandrowitsch Jefimkin

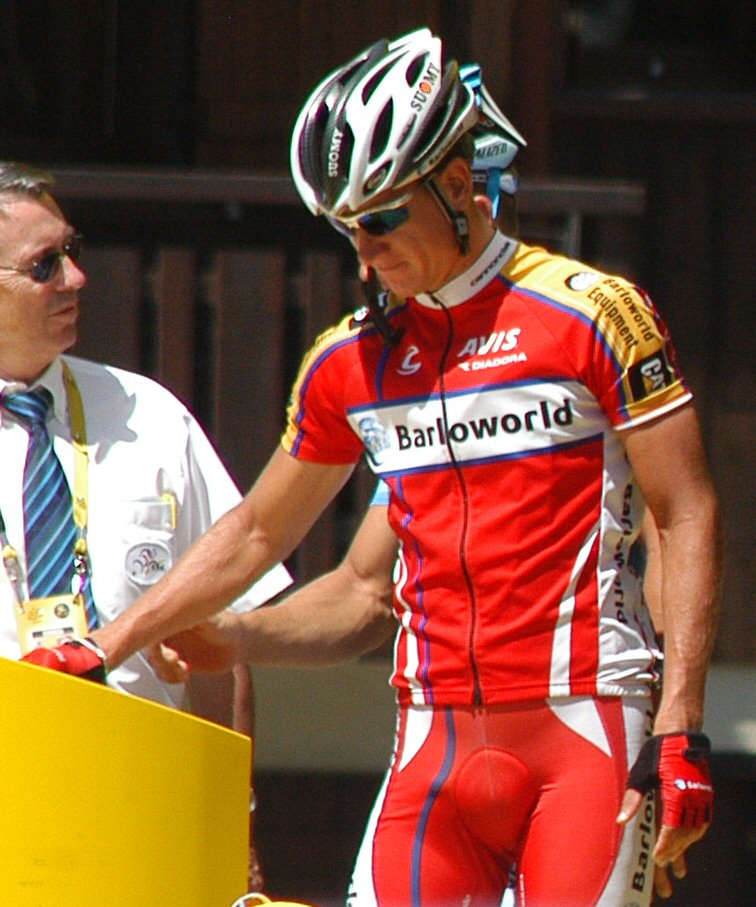
Alexander Alexandrowitsch Jefimkin

Alexander Alexandrowitsch Jefimkin (russisch Александр Александрович Ефимкин; lateinische Transkription Alexander Efimkin; * 2. Dezember 1981 in Kuibyschew) ist ein ehemaliger russischer Radrennfahrer.
Alexander Jefimkin begann seine Karriere 2005 bei dem Professional Continental Team Barloworld. Für diese Mannschaft gewann er 2007 die Etappenrennen Giro del Capo und Settimana Ciclistica Lombarda. Außerdem bestritt er für Barloworld mit der Tour de France 2007 seine erste Grand Tour, die er auf Platz 99 beendete. Als Mitglied der ProTeams Quick Step und Ag2r La Mondiale bestritt er weitere große Landesrundfahrten, wobei sein bestes Ergebnis Platz 19 beim Giro d’Italia 2010 war. Seine letzten beiden Jahre als Aktiver fuhr er 2011 und 2012 beim Team Type 1-Sanofi und gewann 2011 die Presidential Cycling Tour of Turkey.
Nach seiner Karriere las Radrennfahrer war Alexander Jefimkin u. a. beim Professional Continental Team RusVelo als Sportlicher Leiter tätig.
Alexanders Zwillingsbruder Wladimir war ebenfalls Radprofi.

## Erfolge
2007
- Gesamtwertung und eine Etappe Giro del Capo
- Gesamtwertung und eine Etappe Settimana Ciclistica Lombarda

2011
- Gesamtwertung Presidential Cycling Tour of Turkey

## Grand-Tour-Platzierungen
| Grand Tour            | 2007 | 2008 | 2009 | 2010 |
| --------------------- | ---- | ---- | ---- | ---- |
| Giro d’ItaliaGiro     | –    | 68   | 37   | 19   |
| Tour de FranceTour    | 99   | –    | –    | –    |
| Vuelta a EspañaVuelta | –    | –    | DNF  | –    |

## Teams
- 2005 Barloworld-Valsir
- 2006 Barloworld
- 2007 Barloworld
- 2008 Quick Step
- 2009 Ag2r La Mondiale
- 2010 Ag2r La Mondiale
- 2011 Team Type 1-Sanofi Aventis
- 2012 Team Type 1-Sanofi